# Mecometopus
Mecometopus is een kevergeslacht uit de familie van de boktorren (Cerambycidae). De wetenschappelijke naam van het geslacht werd voor het eerst geldig gepubliceerd in 1861 door Thomson.

## Soorten
Mecometopus omvat de volgende soorten:
- Mecometopus aesopus (Chevrolat, 1860)
- Mecometopus aurantisignatus Zajciw, 1964
- Mecometopus batesii (White, 1855)
- Mecometopus bicinctus Aurivillius, 1920
- Mecometopus cauaburi Martins & Galileo, 2011
- Mecometopus centurio Chevrolat, 1862
- Mecometopus giesberti Chemsak & Noguera, 1993
- Mecometopus globicollis (Castelnau & Gory, 1841)
- Mecometopus ion (Chevrolat, 1860)
- Mecometopus leprieuri (Castelnau & Gory, 1841)
- Mecometopus melanion Bates, 1885
- Mecometopus mundus (Chevrolat, 1860)
- Mecometopus palmatus (Olivier, 1795)
- Mecometopus polygenus Thomson, 1861
- Mecometopus remipes Bates, 1885
- Mecometopus riveti Gounelle, 1910
- Mecometopus sarukhani Chemsak & Noguera, 1993
- Mecometopus wallacei (White, 1855)